# Hydropsyche kreuzbergorum
Hydropsyche kreuzbergorum là một loài Trichoptera trong họ Hydropsychidae. Chúng phân bố ở miền Cổ bắc.